# دانيال غوتش
كان السير دانيال جوتش، البارون الأول (بالإنجليزية: Sir Daniel Gooch, 1st Baronet)‏ (24 أغسطس 1816 – 15 أكتوبر 1889) مهندس قاطرات للسكك الحديدية الإنجليزية وعبر المحيط الأطلسي وسياسيا محافظا وعضوًا في مجلس العموم من 1865 إلى 1885. كان أول مشرف على محركات القاطرات جريت ويسترن من 1837 إلى 1864 ورئيسها من 1865 إلى 1889.